# Elefanten, Sollentuna

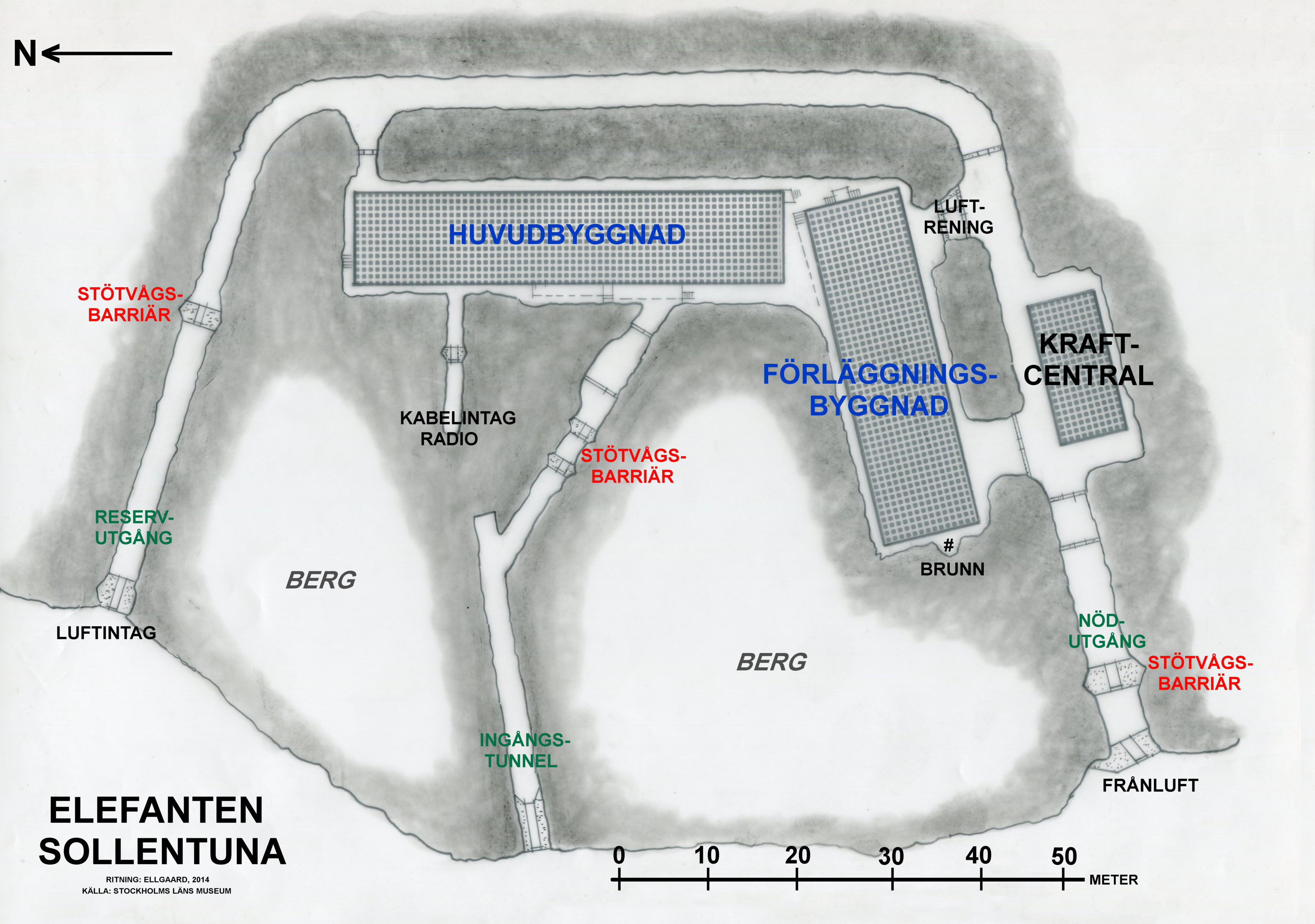
Ledningscentralen "Elefanten" i Sollentuna, planritning.

Elefanten är en atombombssäker ledningscentral för Försvarsmakten i Edsberg, Sollentuna kommun. Anläggningen var fram till år 1998 en civilförsvarsanläggning. Efter att ha tagits ur bruk år 1998 låg anläggningen oanvänd i 19 år innan Försvarsmakten köpte upp anläggningen år 2017 och åter tog den i bruk efter en modernisering. Elefanten ligger insprängd i ett bergrum och byggdes mellan 1972 och 1977 med plats för 200 personer. Den 3 300 m² stora anläggningen var tänkt att fungera som ledningscentral och skyddsrum för Stockholms stads och Sollentunas kommunledningar i händelse av ett krigsutbrott. Elefanten togs ur bruk 1998, men var fram till år 2017 helt intakt med komplett originalinredning. Efter att Försvarsmakten köpt anläggningen så har den moderniserats och anpassats för dess verksamhet.
År 2010 väcktes fråga till länsstyrelsen om byggnadsminnesförklaring. Söder om Stockholm finns en liknande anläggning, Vargen i Huddinge kommun.

## Bakgrund

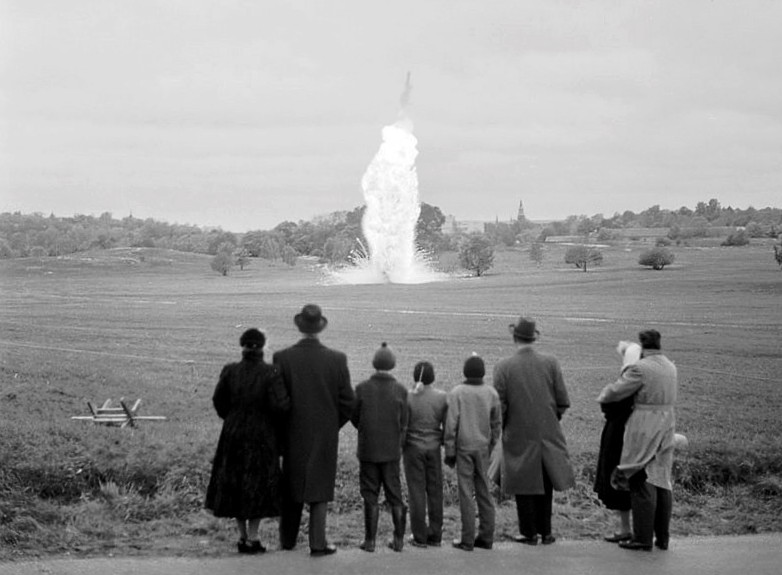
Iscensatt atombombssprängning exploderar under militärövning, på Gärdet i Stockholm 1955.

Med erfarenheter från andra världskriget och efterföljande kalla kriget växte i Sverige insikten av att bygga upp ett totalförsvar där det civila, ekonomiska, psykologiska och militära försvaret kunde samordnas. Hotet av ett kärnvapenanfall mot Sverige och speciellt mot Stockholm togs på stort allvar. I Stockholm byggdes flera stora befolkningsskyddsrum som kunde stå emot ett kärnvapenanfall. Exempel härpå är skyddsrummet Johannes, som när det invigdes 1955 var världens första fullt färdiga atombombssäkra civila skyddsrum för cirka 10 000 personer och Katarinabergets skyddsrum från 1957, som var vid sin tid världens största atombombssäkra skyddsrum med plats för cirka 20 000 personer (se allmänna skyddsrum i Stockholm).
De som inte fick plats i stadens stora, offentliga skyddsrum skulle evakueras genom organiserade utrymningar och dessa övades, som i ”Operation Stockholm 1961”. Det skulle bli världens största (frivilliga) utrymningsövning i fredstid, men uppslutningen var sämre än väntat, knappt 30 000 personer deltog, bilköerna uteblev och övningen kritiserades. Övningen uppmärksammades internationellt, omvärlden ville se hur det neutrala Sverige organiserade en sådan komplicerad händelse. ”Operation Stockholm” skulle även visa för omvärlden att Sverige var förberett för krig och symbolisera beredskap, lojalitet och trygghet. För att gestalta atombombsövningar så realistiska som möjligt sprängdes atombombsattrapper vid några tillfällen. 1955 exploderade en ”atombomb” över Gärdet och 1959 tände marinen en ”atombomb” över Strömmen.

## Ledningscentraler
I en kris- eller krigssituation skulle ledning och samordning av det civila samhället skötas från speciella civilförsvarsanläggningar byggda i skyddande bergrum och lokaliserade till städernas utkanter. Här var det tänkt att  representanter från kommunen, sjukvården och räddningstjänsten skulle arbeta.
Norr och söder om  Stockholm byggdes två nästan identiska anläggningar, Elefanten i Sollentuna kommun, respektive Vargen i Huddinge kommun. Att Elefanten och Vargen utfördes identiska berodde på att krisledningen i en krigssituation skulle kunna flyttas problemfritt mellan anläggningarna och där direkt ”känna igen sig”. I Södertälje fanns en något mindre anläggning som kallades Tordyveln. Huvudcentraler fick namn efter djur och underordnade centraler, så kallade framskjutna enheter (FE), uppkallades efter växtnamn, exempelvis Krokusen i anslutning till Kungsholmens brandstation, Maskrosen, Östermalm under Östra Reals skolgård, Liljan vid Brommaplan, Nässlan i Midsommarkransen och Pionen på Södermalm.

## Anläggningsbeskrivning

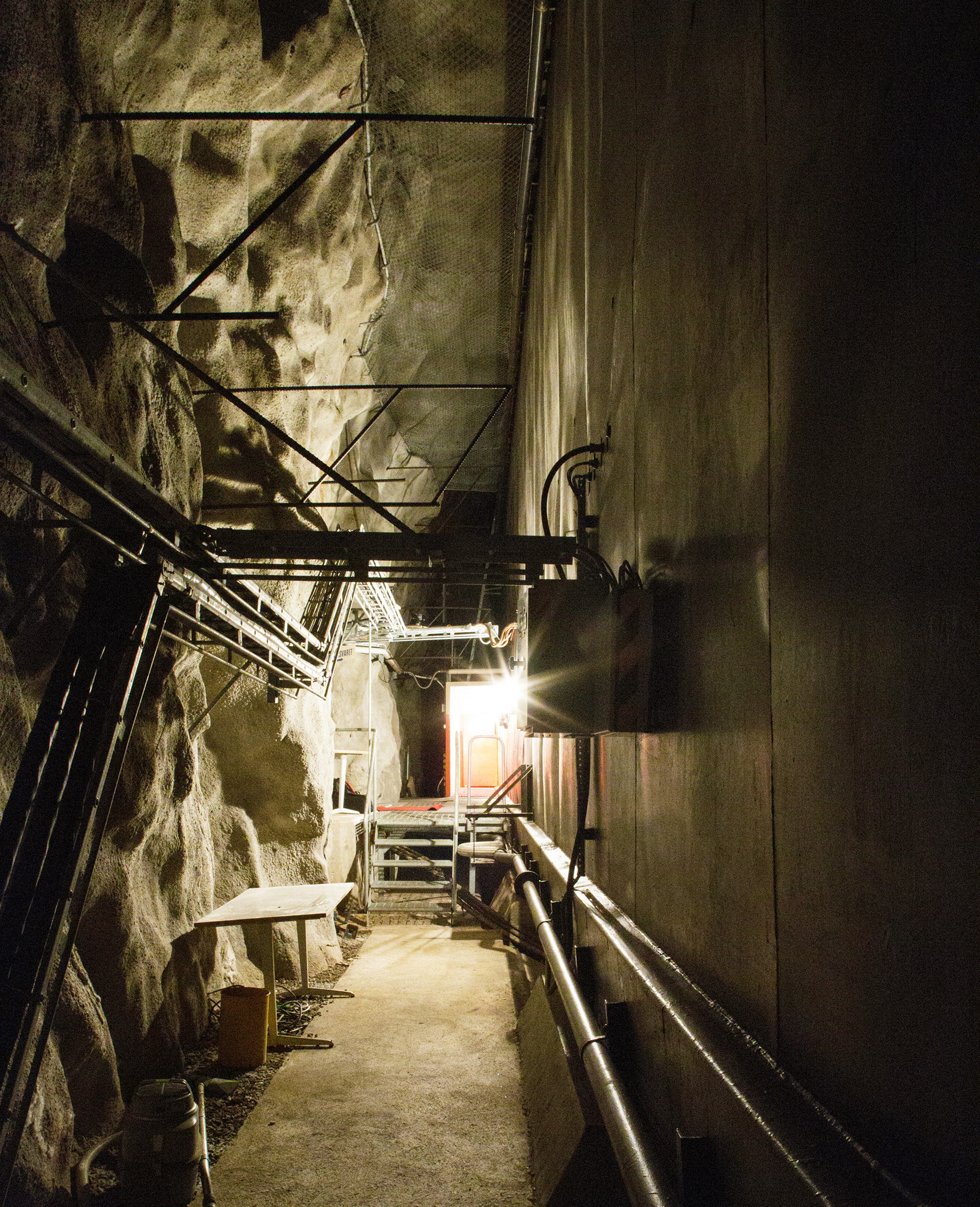
Entré till huvudbyggnaden, maj 2013.

Elefanten projekterades av dåvarande Räddningsverket och Sollentuna kommun. Kostnaderna är inte kända, men betalades av staten. Byggarbetena började 1972 och avslutades 1977. Konstruktör var Tyréns och NCC var generalentreprenör. Arbetet började med att spränga ut tre bergrum i vilka varsin byggnad placerades, hus A (huvudbyggnad), hus B (förläggningsbyggnad) och hus E (kraftcentral). Husen består av en betongstomme. För att undvika att en elektromagnetisk puls (EMP), som bland annat uppstår vid kärnvapenexplosioner, kunde skada elektrisk utrustning, kläddes samtliga byggnader på utsidan (inklusive undersidan och taket) med helsvetsade stålplattor. Även kabelintag och ingångsöppningarna utformades på ett speciellt sätt för att undvika EMP. För att kompensera för vibrationer i berget, efter exempelvis en kraftig explosion, placerades huskropparna på dämpande fjädrar och fritt från väggarna i bergrummen.
Med dessa åtgärder förfogade Elefanten över ett skydd mot fullträff av 250 kg konventionell flygbomb, gasskydd, radiakskydd, EMP-skydd och stötvågsskydd mot kärnvapenexplosion som motsvarar 3 atö (tre gånger atmosfärens övertryck). För en direktträff av kärnvapen fanns dock inget skydd.
Elefantens inre kan nås respektive lämnas via tre bergtunnlar: ingångstunneln, reservutgång och nödutgång. Dessa tunnlar fungerar även som till- och frånluftskanaler. Varje tunnel avgränsas med stötvågsbarriärer och gasslussar mot bergrummets inre delar. Huvudtunneln avslutades med en tryckvågsficka som dämpade stötvågen. Mellan stötvågsbarriären och gasslussen finns ett saneringsrum med duschar där personer som har utsatts för olika biologiska och kemiska stridsmedel kunde sanera sig innan de fortsatte in i byggnaden. En mindre tunnel leder fram till kabelintaget från radiomasten, som står på berget över anläggningen och är det enda synliga tecknet som avslöjar Elefantens läge.

## Bilder, konstruktion

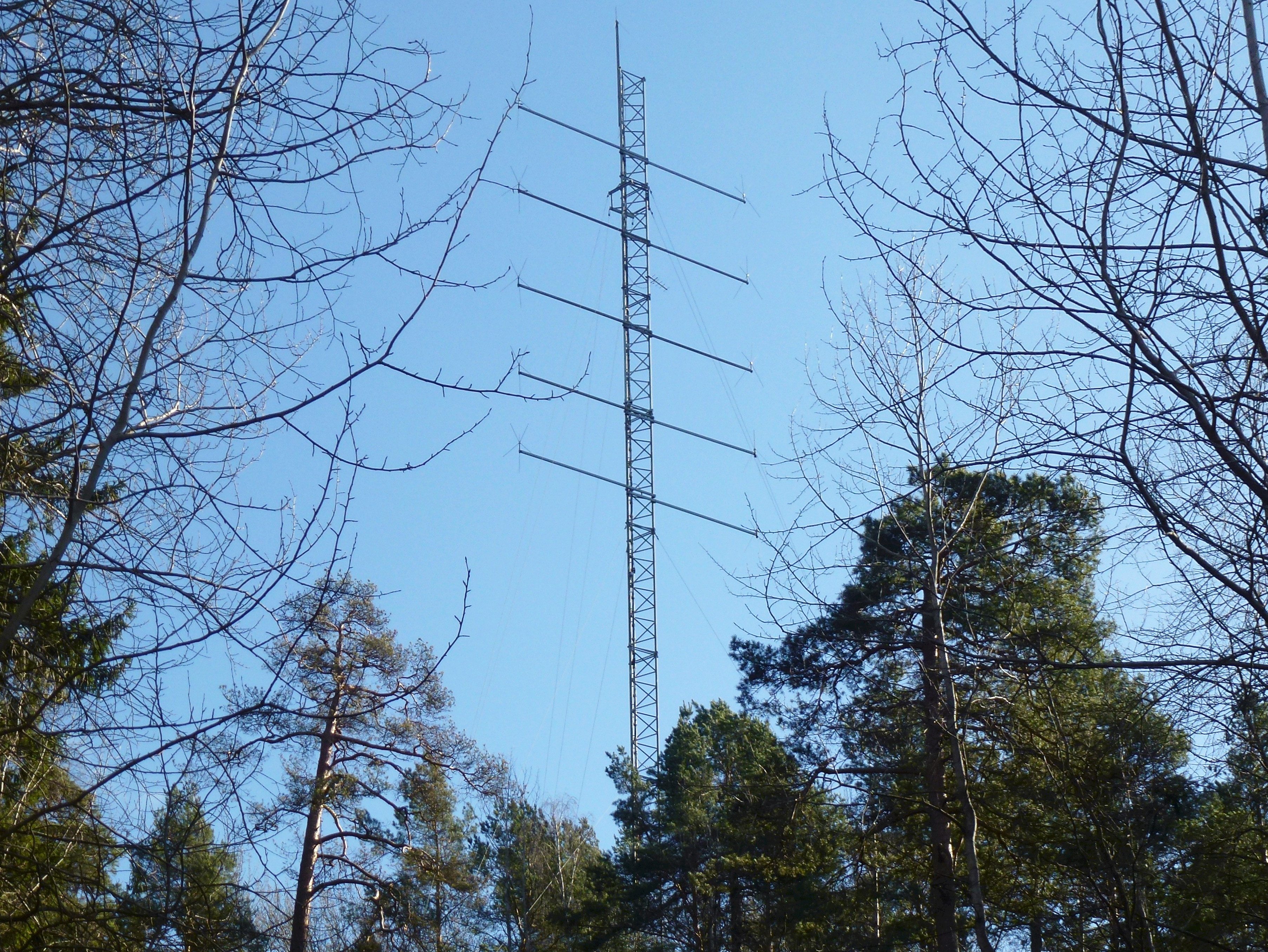
Elefantens radiomast
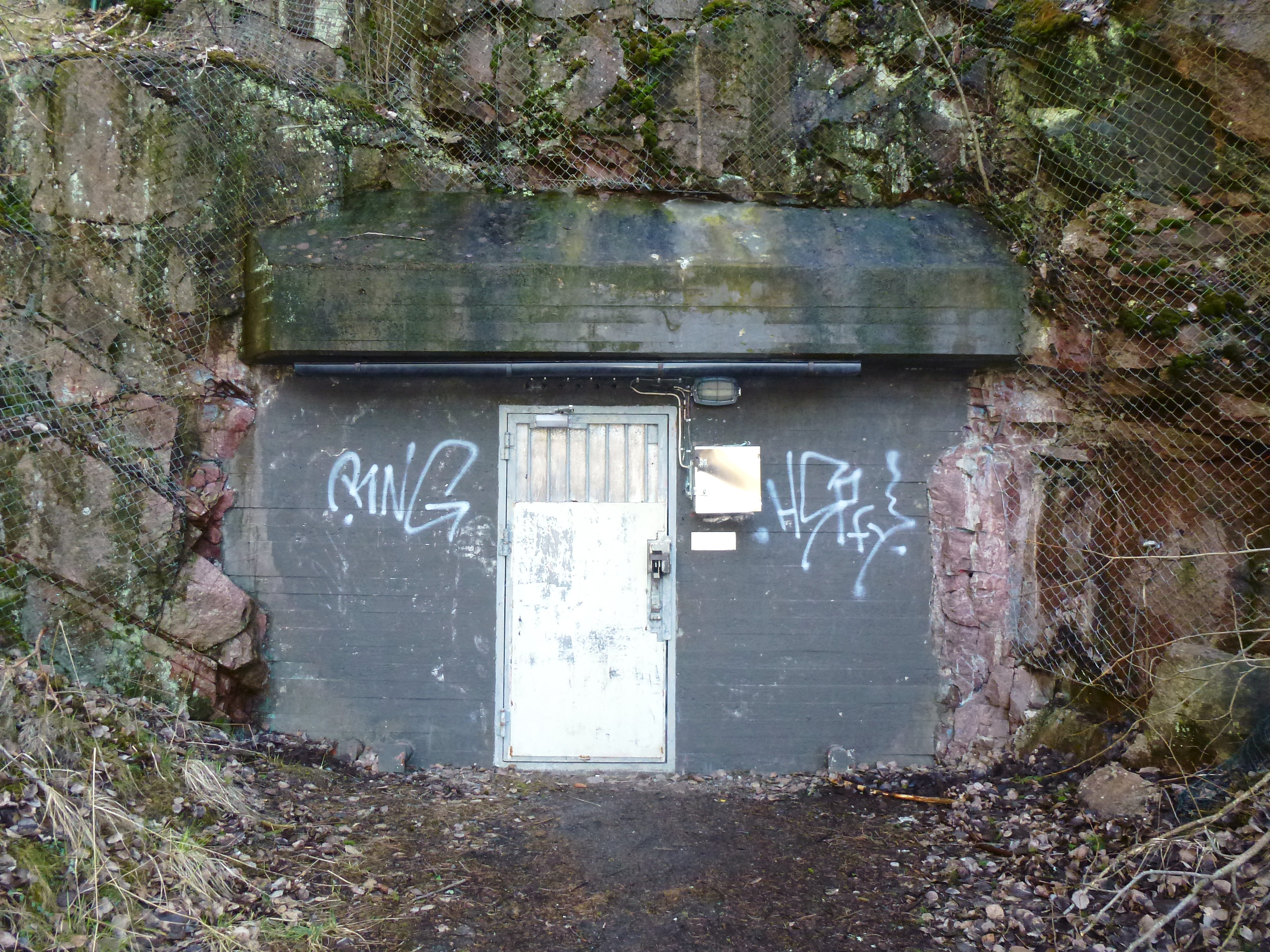
Ingång till Elefanten i mars 2014
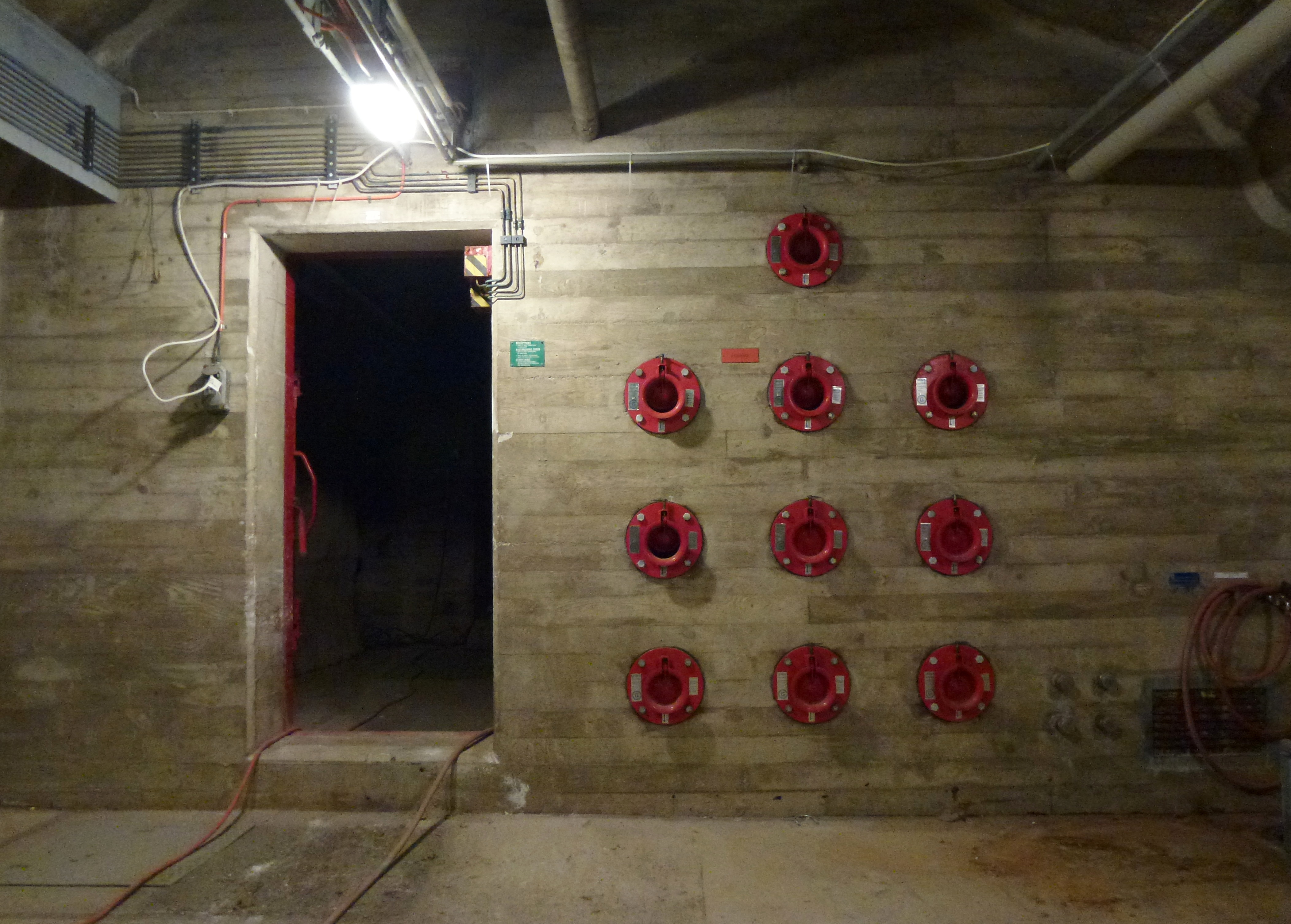
Stötvågsbarriär (bild från Vargen)
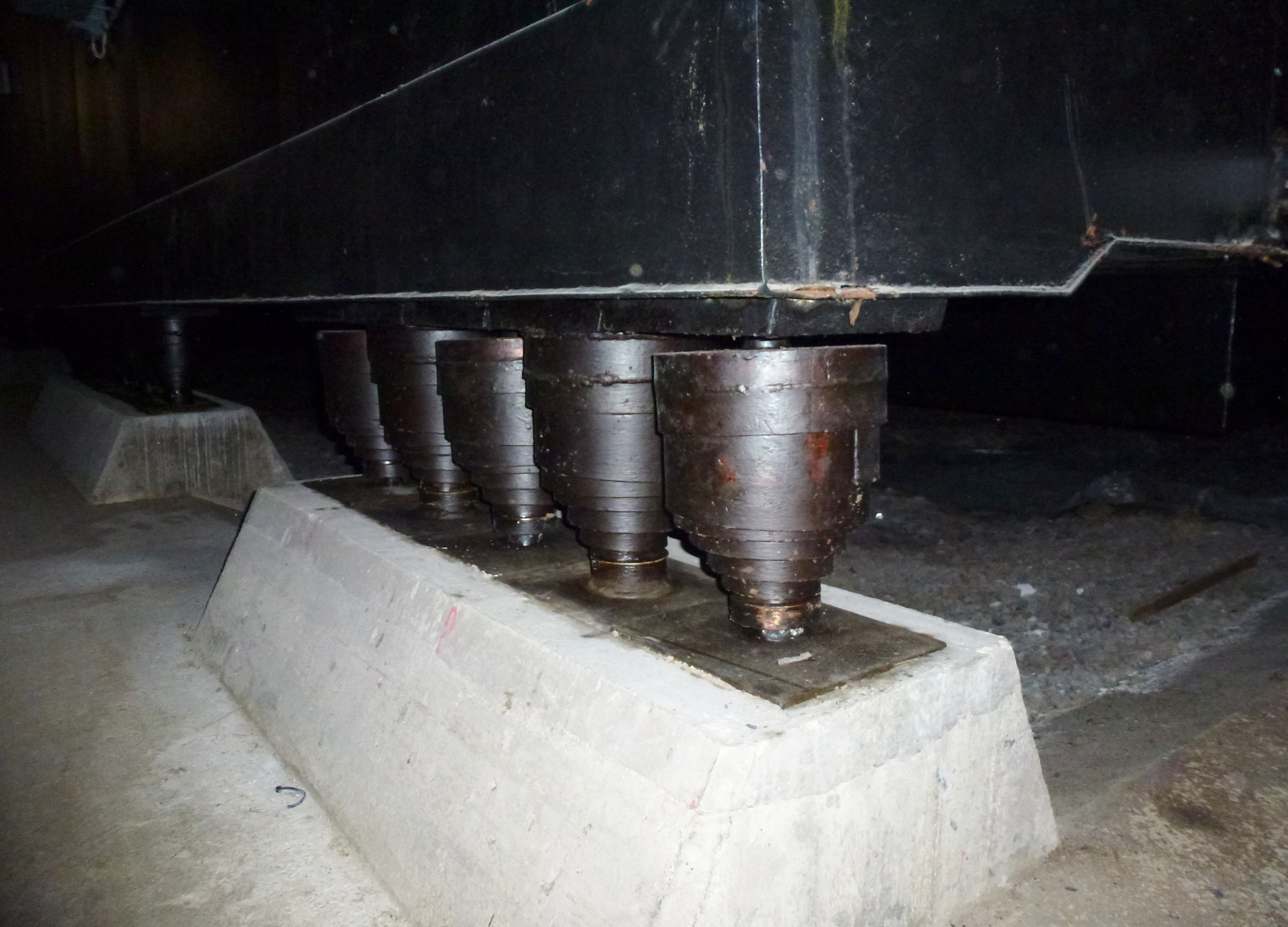
Dämpfjädrar (bild från Vargen)

## Byggnader

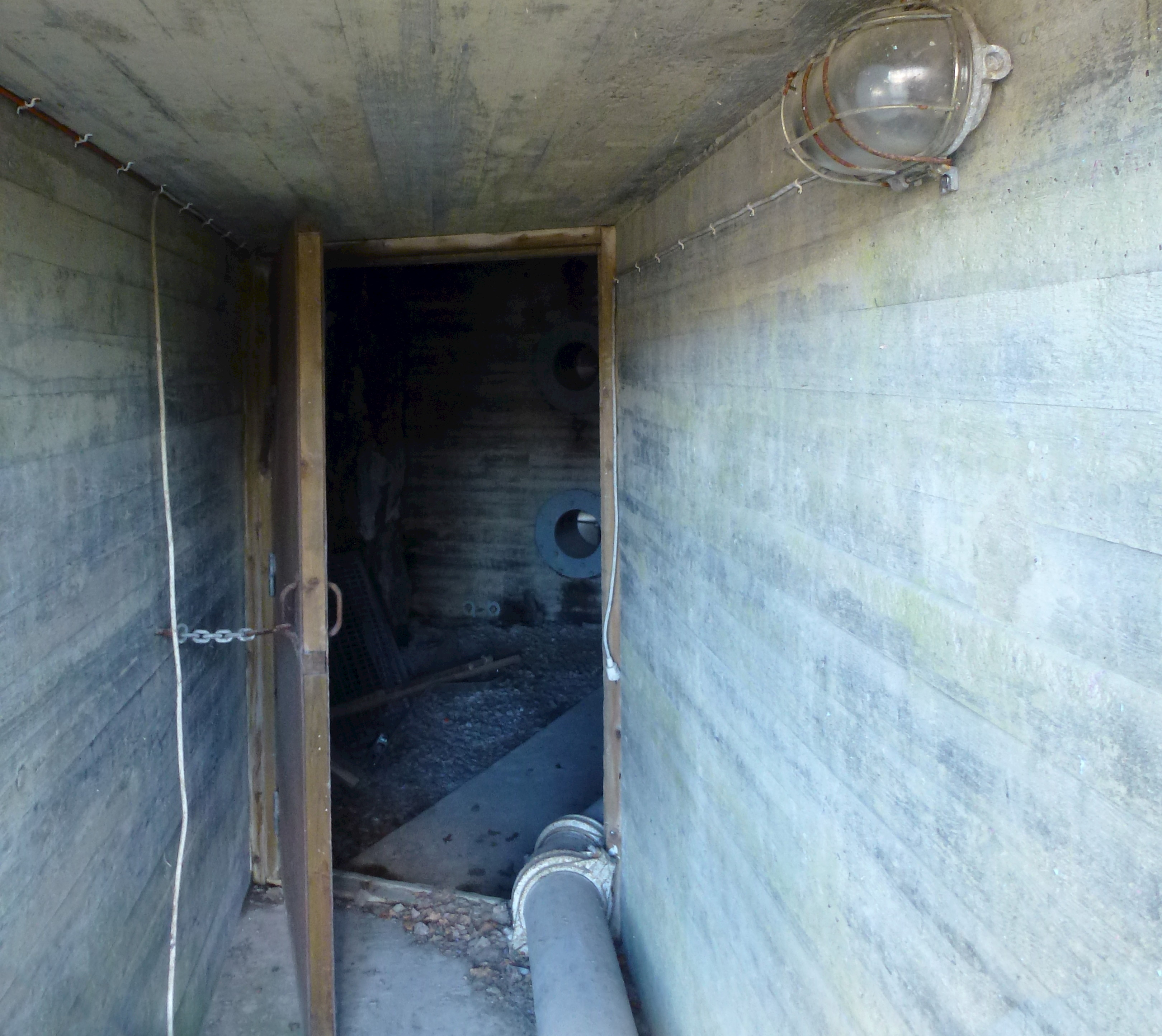
Nödutgång.

- Hus A (huvudbyggnaden) har två våningar, här finns rum för ledningsverksamhet, teknik och samvaro. På den övre våningen ligger ordersalen som delades mellan Sollentuna kommun och Stockholm stads olika ledningsverksamheter. Fram till 1997 sändes härifrån testsignalen för flyglarm, viktigt meddelande till allmänheten, liksom från Vargen eller en lokal på Södermalm. Sveriges Radio fick disponera ett eget rum. I hus A återfinns även ett litet beredningskök för att laga mat på torrvaror, som skulle räcka till sex dagars skyddsdrift. Meningen var att maten skulle levereras från en skolbespisning ovan mark. Vistelsen i anläggningen skulle endast vara några dagar innan man var tvungen att ta sig ut igen.

- Hus B (förläggningsbyggnad) har två våningar och är något mindre än hus A. Här finns bland annat sovsalar, hygienrum och sällskapsrum samt en komplett utrustad verkstad. Sovsalarna respektive sovrum har sex till åtta sängplatser i våningssängar, totalt 120 sängplatser som räckte till 200 personer eftersom arbetet i ledningscentralen skulle ske i 12-timmarsskift.

- Hus E (kraftcentral) är den minsta byggnaden och anläggningens hjärta. Normalt får Elefanten sin elkraft från det vanliga distributionsnätet, men för att kunna klara eventuella störningar i kraftförsörjningen är anläggningen utrustad	med ett	reservkraftaggregat som ger egen kraftproduktion. Reservkraftaggregatet består av två åttacylindriga vätskekylda dieselmotorer av fabrikat Scania Vabis Typ DS 14 med vardera en effekt av 298 hk (ca 220 kW) samt en växelströmsgenerator av fabrikat Stanford Typ C 504 C.[9] I hus C finns även en ventilationsanläggning, en kylanläggning och en varmvattenberedare som rymmer 2 000 liter. Dricksvatten tas från egen brunn.

## Färgsättning och inredning
Färgsättningen utfördes i klara färger, övervägande i orange, blått, grönt och vitt. Kulörerna valdes för att skapa en lugn och trevlig miljö. I vissa rum målades en ”horisont” på väggen vilken skulle associera till ett landskap. I en av matsalarna målades den övre delen i blå kulör vilket skulle påminna om himlen. I en annan matsal målades istället den undre delen grön, som ”grönskande mark”. Färger användes dessutom som koder för rummens funktion och för att underlätta orienteringen.
Möbleringen är enkelt och funktionell med tydlig 1970-talskaraktär. En gång har möbler lånats ut till en filminspelning där man behövde en trovärdig 1970-talsmiljö. Över borden i uppehållsrummen hänger gula pendelarmaturer, kallade "Hinken", som idag är en designklassiker, formgiven av Per Sundstedt för Kosta Lampan. I sällskapsrummets väggskåp hittar man Gustavsbergs termosmugg i gul och vit plast, design Sven-Erik Juhlin.

## Bilder, interiör
Fotografierna är tagna i systeranläggningen Vargen och kan illustrera Elefantens interiör som är identisk med Vargens. 

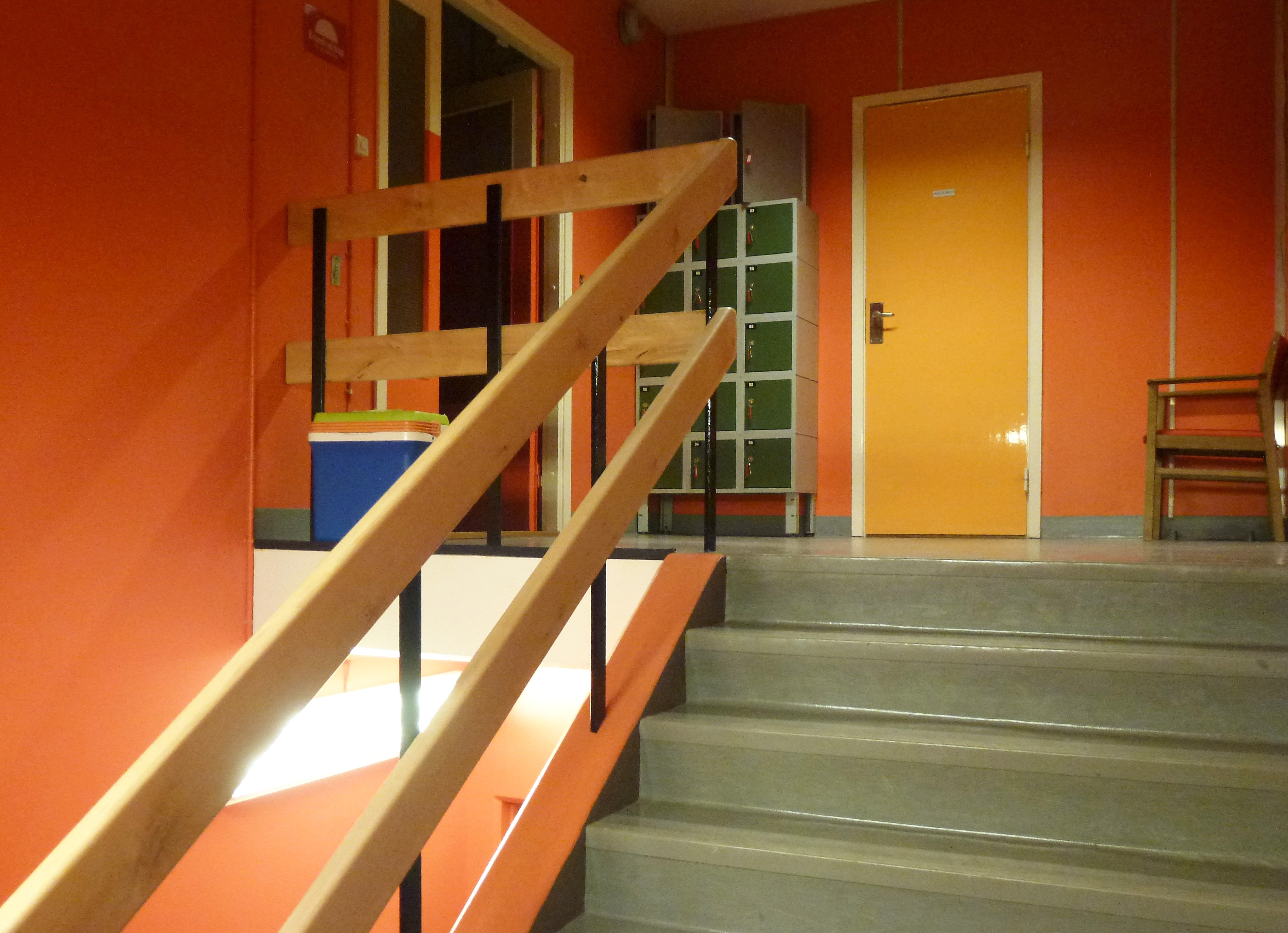
Trapphus
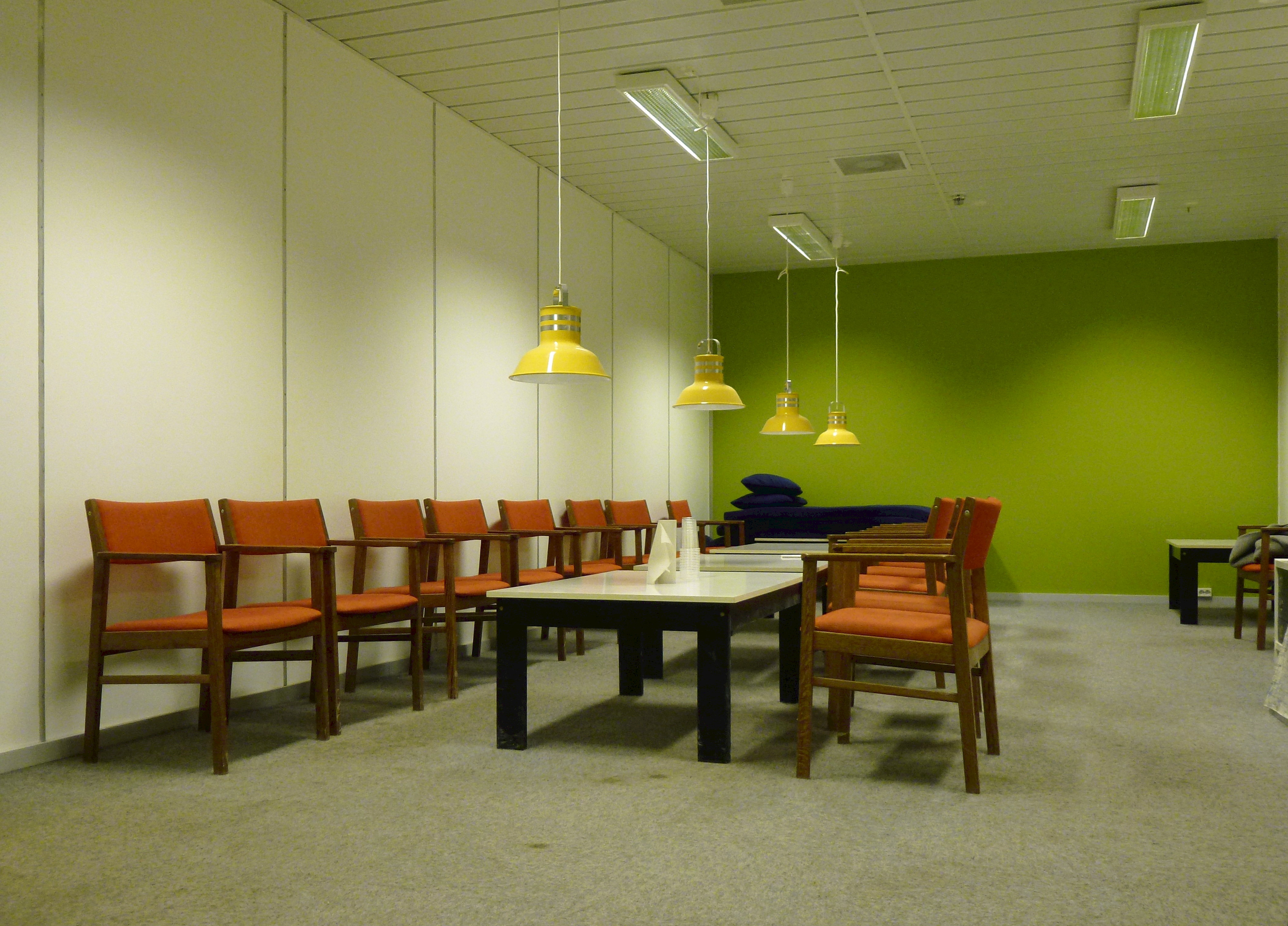
Uppehållsrum
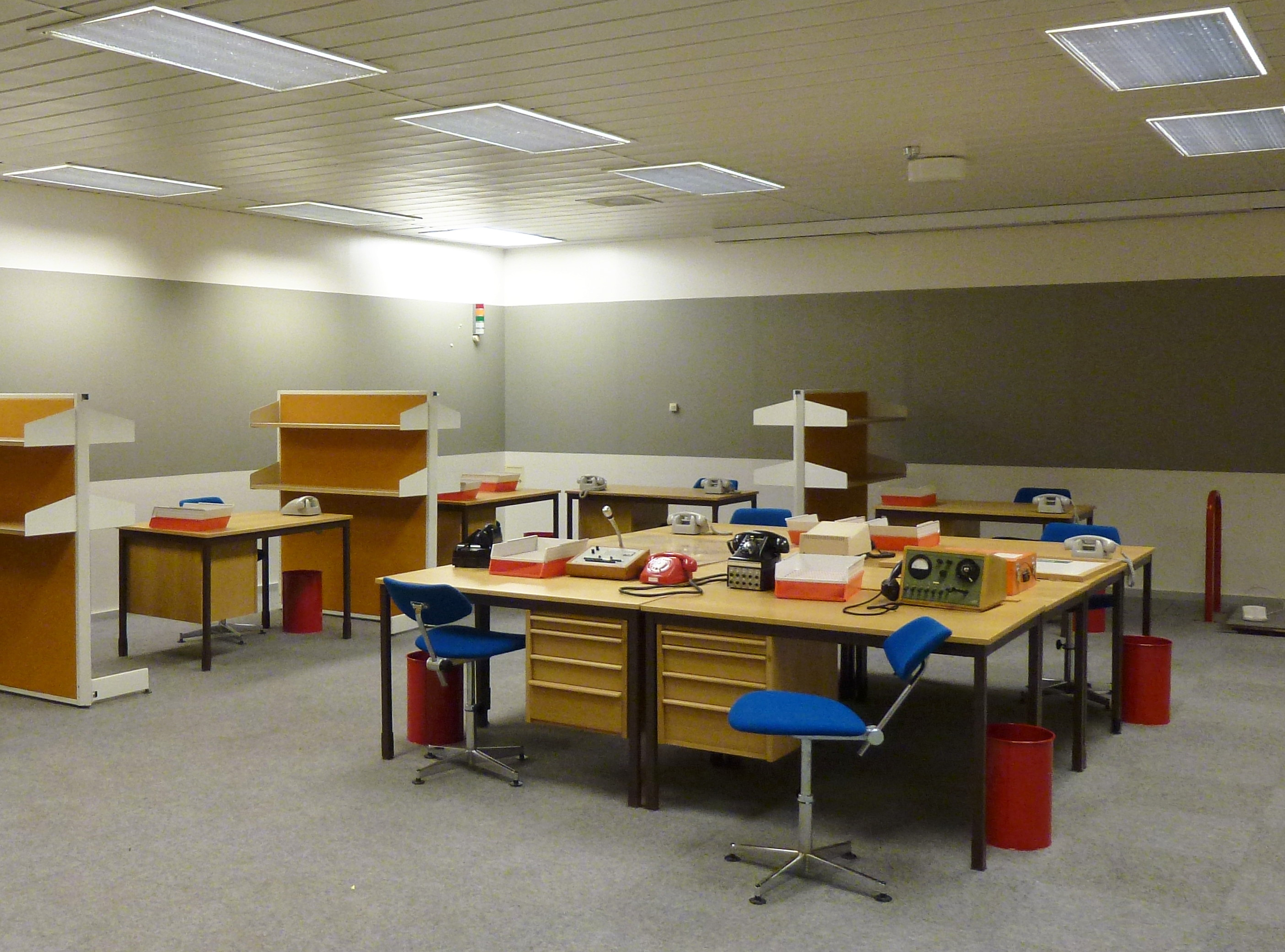
Ordersalen
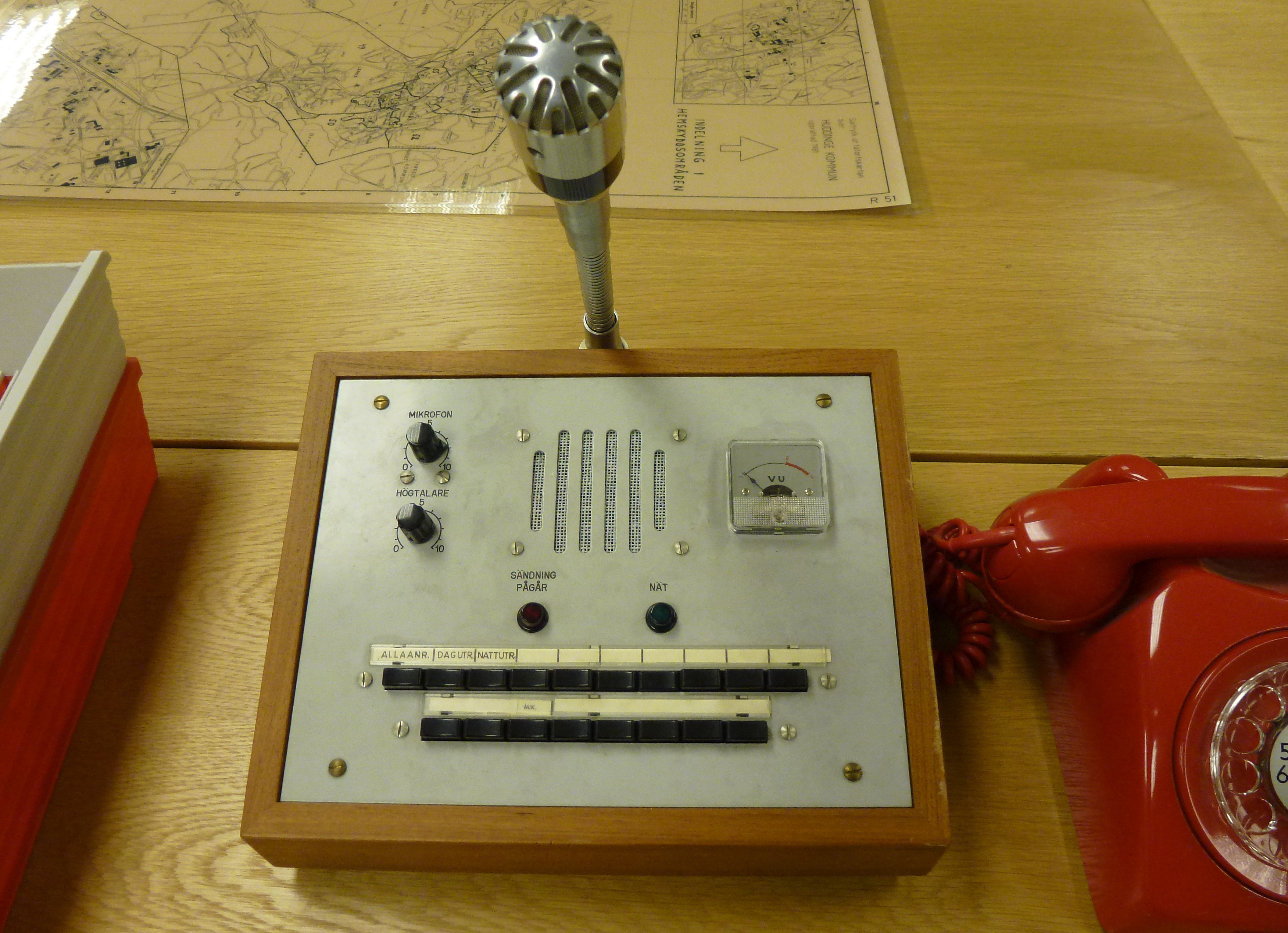
Kommunikationsanläggning

## Byggnadshistoriskt värde
Under ett 15-tal år sköttes anläggningen av Stockholms brandförsvar och år 2008 övertogs den av Stockholms fastighetskontor som hade för avsikt att sälja fastigheten. Elefanten är mycket väl bevarad vad gäller byggsubstans, teknisk utrustning (av 1970-talsstandard)  och interiör med bland annat originalmöbler och tidstypiskt husgeråd i nyskick. Eftersom det inte längre byggs anläggningar på detta sätt, och systeranläggningen Vargen byggts om till datorhall, är Elefanten intressant ur ett byggnads- och teknikhistoriskt perspektiv.
Enligt en byggnadsinventering utförd av Stockholms läns museum år 2011 representerar Elefanten ”en ca 40 år lång och viktig period i Sveriges historia” och illustrerar ” hur mycket och djupt det kalla kriget påverkade samhället och alla dess funktioner”. Den 10 december 2010 väcktes fråga till länsstyrelsen om byggnadsminnesförklaring av Elefanten. Länsstyrelsen i Stockholms län har funnit att civilförsvarsanläggningen Elefanten uppfyller vad som krävs för en byggnadsminnesförklaring. Eftersom försvarsmakten tog över anläggningen 2017 och utförde moderniseringar så är det inte längre aktuellt med byggnadsminnesförklaring.